# Andes lamononi
Andes lamononi är en insektsart som först beskrevs av Frederick Arthur Godfrey Muir 1921.  Andes lamononi ingår i släktet Andes och familjen kilstritar.
Artens utbredningsområde är Samoa. Inga underarter finns listade i Catalogue of Life.